# 篩法基本引理
在數論上，篩法基本引理（fundamental lemma of sieve theory）指的是數個對於把篩法套用到特定問題上的過程進行系統化結果。哈巴施潭與理希
:92–93寫道：
篩法文獻一個引人好奇的特性是盡管人們常用布朗篩法，但僅有少數人嘗試為布朗『定理』（如定理2.1）給出一個一般公式；而這結果就是，有令人驚訝多的論文不斷地在許多細節上，重複布朗的論證。
賈盟（Diamond）與哈巴施潭:42認為「基本引理」一詞源自約拿·古必柳。

## 共通符號
此條目中，我們使用以下的符號：
- {\displaystyle A}是一個有{\displaystyle X}個正整數的集合，而{\displaystyle A_{d}}則是由可被{\displaystyle d}除盡的正整數組成的子集。
- {\displaystyle w(d)}及{\displaystyle R_{d}}是{\displaystyle A}與{\displaystyle d}的函數，這些函數可用以估計{\displaystyle A}中可被{\displaystyle d}除盡的元素的個數。而我們有以下的公式：

{\displaystyle \left\vert A_{d}\right\vert ={\frac {w(d)}{d}}X+R_{d}.}
因此，{\displaystyle w(d)/d}表示能被{\displaystyle d}除盡的元素的大致密度；而{\displaystyle R_{d}}則表示剩餘項或誤差。
- {\displaystyle P}是一個質數的集合，而{\displaystyle P(z)}則是所有不大於{\displaystyle \leq z}的質數的乘積。
- {\displaystyle S(A,P,z)}是{\displaystyle A}中不為任何{\displaystyle P}中不大於{\displaystyle \leq z}的質數除盡的元素的數量。
- {\displaystyle \kappa }是一個常數，又稱作篩選密度（sifting density）。[3]:28這篩選密度會出現在以下的假設中，表示被每個質數篩掉的同餘類數量的加權平均。

## 組合篩法基本引理
以下公式表示取自太能保母（Tenenbaum）。:60，其他的公式表示則可見於哈巴施潭與理希、:82、葛里維斯（Greaves）及:92及弗里蘭與伊萬尼茲等人的著作。:732–733
我們首先作出如下假設：
- {\displaystyle w(d)}是一個積性函數。
- 對於某個常數{\displaystyle C}及任意滿足{\displaystyle 2\leq \eta \leq \xi }的實數{\displaystyle \eta }及{\displaystyle \xi }而言，篩選密度{\displaystyle \kappa }滿足如次條件：{\displaystyle \prod _{\eta \leq p\leq \xi }\left(1-{\frac {w(p)}{p}}\right)^{-1}<\left({\frac {\ln \xi }{\ln \eta }}\right)^{\kappa }\left(1+{\frac {C}{\ln \eta }}\right).}

對於{\displaystyle A}、{\displaystyle X}、{\displaystyle z}及{\displaystyle u}而言，我們有以下等式。此公式中的{\displaystyle u\geq 1}由使用者自行決定其數值：
{\displaystyle S(A,P,z)=X\prod _{p\leq z,p\in P}\left(1-{\frac {w(p)}{p}}\right)\{1+O(u^{-u/2})\}+O\left(\sum _{d\leq z^{u},d|P(z)}|R_{d}|\right).}
在實際應用中，可對{\displaystyle u}進行選取已得到最佳的結果。在這篩法中，其數值取決於容斥原理的使用層級數。

## 塞爾伯格篩法基本引理
以下公式表示取自哈巴施潭與理希的結果:208–209；另一個公式表示可見於賈盟（Diamond）與哈巴施潭的結果。:29
我們首先作出如下假設：
- {\displaystyle w(d)}是一個積性函數。
- 對於某個常數{\displaystyle C}及任意滿足{\displaystyle 2\leq \eta \leq \xi }的實數{\displaystyle \eta }及{\displaystyle \xi }而言，篩選密度{\displaystyle \kappa }滿足如次條件：{\displaystyle \qquad \sum _{\eta \leq p\leq \xi }{\frac {w(p)\ln p}{p}}<\kappa \ln {\frac {\xi }{\eta }}+C.}
- 對於一些小且固定的{\displaystyle c}及所有的{\displaystyle p}而言，{\displaystyle {\frac {w(p)}{p}}<1-c}。
- 對於所有無平方因子、且質因數位於{\displaystyle P}中的{\displaystyle d}而言，{\displaystyle |R(d)|\leq w(d)}。

使用上述的假定，塞爾伯格篩法基本引理跟組合篩法基本引理幾乎相同。設{\displaystyle u=\ln {X}/\ln {z}}，則有如次結論：
{\displaystyle S(A,P,z)=X\prod _{p\leq z,\ p\in P}\left(1-{\frac {w(p)}{p}}\right)\{1+O(e^{-u/2})\}.}
應當注意的是，在我們的處理中，{\displaystyle u}不再是一個獨立參數，而是一個取決於{\displaystyle z}的參數。
另外值得注意的是，此處的誤差項弱於上述組合篩法基本引理的誤差項；而哈巴施潭與理希對此寫道說：「因此一直以來許多文獻假定的『塞爾伯格篩法總是比布朗篩法還要好』的這說法不全然為真。」

## 註解
1. 1 2 3  
Halberstam, Heini; Richert, Hans-Egon. . London Mathematical Society Monographs 4. London: Academic Press. 1974. ISBN 0-12-318250-6. MR 0424730.
2. 1 2  
Diamond, Harold G.; Halberstam, Heini. . Cambridge Tracts in Mathematics 177. With William F. Galway. Cambridge: Cambridge University Press. 2008. ISBN 978-0-521-89487-6.
3. 1 2  
Greaves, George. . Berlin: Springer. 2001. ISBN 3-540-41647-1.
4. ↑  
Tenenbaum, Gérald. . Cambridge: Cambridge University Press. 1995. ISBN 0-521-41261-7.
5. ↑  Friedlander, John; Henryk Iwaniec. . Annali della Scuola Normale Superiore di Pisa; Classe di Scienze. 4e série. 1978, 5 (4): 719–756  [2009-02-14]. （原始内容存档于2023-05-08）.